# 36 Близнецов
36 Близнецов (лат. 36 Geminorum), d Близнецов (лат. d Geminorum) — одиночная звезда в созвездии Близнецов на расстоянии приблизительно 529 световых лет (около 162 парсеков) от Солнца. Видимая звёздная величина звезды — +5,259m.

## Характеристики
36 Близнецов — белая звезда спектрального класса A2V. Радиус — около 4,26 солнечных, светимость — около 182 солнечных. Эффективная температура — около 9333 К.